# Asterope drusius
Asterope drusius är en fjärilsart som beskrevs av Fabricius 1787. Asterope drusius ingår i släktet Asterope och familjen praktfjärilar. Inga underarter finns listade i Catalogue of Life.